# 三木山総合公園
三木山総合公園（みきやまそうごうこうえん）は、兵庫県三木市福井にあるスポーツ施設を主体とした公園。

## 概要
三木山総合公園は、明石市内から北に車で約20キロメートル（40分）、神戸・三ノ宮から北西方向に約30キロメートル（45分）のところにあり、市民のスポーツ・レクリエーションの拠点として造られ、園内には総合体育館、野球場、陸上競技場、プール、テニスコートなどスポーツ施設の他に、幼児から子供が楽しめる乳幼児遊具や大型複合遊具、親水広場、展望広場などが整備されている。展望広場は、360度の大パノラマを眺められる。2017年10月14日にはみきっこランドがオープンした。駐車料金、公園内は無料であるが、施設の利用は有料である。また、2006年（平成18年）4月から指定管理者制度を導入し、アシックスコミュニティー創造グループに2018年4月1日から2023年3月31日まで有料スポーツ施設の運用管理を委託している。

## 沿革
- 1990年8月4日 - 野球場竣工。
- 1992年3月31日 - 陸上競技場兼多目的広場竣工。
- 1996年4月6日 - 市民プール竣工。
- 1999年6月6日 - テニスコート竣工。
- 2017年10月14日 - みきっこランドオープン[1]

## 施設

### 施設概要
- 所在地
  - 兵庫県三木市福井字2475-5
- 総合体育館
  - アリーナ：バスケットコートで2面、バレーボールで3面、バドミントンで10面、観客席（600席）
  - 体育室：ダンス、卓球、剣道、空手など
  - その他：トレーニングルーム、ランニングギャラリー、会議室、研修室、談話室
  - 利用時間：8時30分から219時30分
- 屋内プール
  - 25m（9コース）公認コース、2階観覧席（218席）
  - 子供プール、ジャグジー
  - 利用可能時間：10:00から20時40分
- テニス場
  - コート8面、壁打ちコート1面（砂入人工芝のコート）
  - 内5面はナイター照明を備えており、夜間の利用可能
  - 利用可能時間： 8時30分から20時30分
  - ナイター利用：4月から9月（18時30分から）、10月から3月（16時30分から）
- 球場
  - センター122m、両翼98.0ｍ
  - スタンドは、天然芝生（4,500名収容）
  - ナイター照明、放送等の設備
  - 利用可能時間：8時30分から20時30分
- 陸上競技場
  - 400mトラック（8コース）
  - インフィールドは芝生、アウトフィールドはクレイ
  - 最大収容人数は3,500名
  - ナイター設備完備
  - 利用可能時間：8時30分から20時30分
- 大型遊具施設
  - 「みきっこランド」、童話ピノキオの物語を基に「家族のふれあいと成長」をテーマとした大型遊具施設
  - 利用時間：8時30分から日没まで
- プライベートガーデン
  - 屋内プール南側に約7,000㎡のプライベートガーデン。芝生広場や散策路（プール利用で7,8月のみ）

### 三木山総合公園利用状況
三木山総合公園利用状況は、平成30年版三木市統計書、教育・文化を参照。
| 野球場 | 陸上競技場 | 屋内プール | テニスコ－ト |

|  |  |  |  |

|  |  |  |  |

|  |  |  |  |

|  |  |  |  |

## 祭事・催事
- みっきいふれあいマラソン（3月）
- 三木市中学生大会（7月・10月）

## 周辺施設
- 三木市文化会館
- 三木鉄道記念公園
- 三木市立堀光美術館
- 三木市立金物資料館
- 三木市立三木中学校
- 兵庫県立三木山森林公園

## 周辺の道路
- 兵庫県道20号加古川三田線